# Alexandre de Constantinople
Alexandre de Constantinople (grec : Ἀλέξανδρος ; c. 237/240 - c. 340) était un évêque de Byzance, devenu le premier archevêque de Constantinople (la ville a été rebaptisée pendant son épiscopat).

## Biographie
Les informations du Synaxaire de Constantinople mentionnent qu'Alexandre était originaire de Calabre en Italie. Dès son plus jeune âge, il a été donné à Dieu et a séjourné dans un monastère où il a cultivé la vertu et la fidélité aux commandements de Dieu. On lui a accordé des visions divines alors que pendant vingt jours il était resté complètement à jeun. Il a vécu de nombreuses années à voyager à travers la Grèce avec ses élèves Vitalius et Nicephorus. 
Alexandre a été élu vicaire pour assister le vieil évêque saint Métrophane. Au moment de sa mort, Métrophane il a exprimé sa volonté d'élire son vicaire au trône de Constantinople.  Alexandre et Métrophane sont tous deux déclarés comme le premier évêque de Constantinople (les deux sont également parfois répertoriés comme le premier patriarche de Constantinople, bien que le siège épiscopal n'ait pas encore été élevé à ce rang). Alexandre a été évêque pendant environ 23 ans, jusqu'à sa mort à 73 ans en 337.
Pendant son épiscopat, Alexandre s'est engagé dans un débat avec des philosophes païens et s'est opposé aux hérésies. Il a été loué par Grégoire de Nazianze et Épiphane de Salamine. Theodoret l'a désigné comme évêque apostolique.

### Controverse arienne
Lorsque la controverse arienne a commencé, Alexandre, le patriarche d'Alexandrie, a demandé sa coopération pour combattre ce qu'il percevait comme une hérésie. Selon la plupart des sources, Alexandre de Constantinople était présent au premier concile de Nicée en tant que délégué de Métrophane. Au concile, Arius et ses enseignements ont été condamnés. 
Plus tard, Arius a souhaité être reçu de nouveau dans la communion de l'Église. L'empereur romain Constantin Ier, convaincu par Eusèbe de Nicomédie et Eusèbe de Césarée, ordonna à Alexandre de réintégrer officiellement Arius. Selon Socrate le Scolastique, Arius ne se repentit pas de son hérésie, mais restait équivoque, et l'évêque Alexandre en était conscient. Alexandre, bien que menacé de déposition et de bannissement, a persisté dans son refus d'admettre Arius dans l'Église et s'est retranché dans l'église d'Hagia Irene (qui était à l'époque la cathédrale de Constantinople) dans une fervente prière que Dieu le priverait de ce monde plutôt que d'être contraint de restaurer quelqu'un à la communion qui, selon lui, ne faisait que feindre le repentir. En l'occurrence, Arius est mort avant de pouvoir être rentré en communion.

### Sa mort
Alexandre n'a pas survécu longtemps à Arius. Sur son lit de mort, il aurait nommé son vicaire, Paul, comme son successeur, et aurait mis en garde son clergé contre Macédonios, qui est devenu évêque de Constantinople en 342 et dont les enseignements ont inspiré le macédonianisme. 
Après sa mort, Alexandre est reconnu saint de l'Église. Selon certains manuscrits anciens, la fête de saint Alexandre a été commémorée le 2 juin. Aujourd'hui, sa fête est célébrée chaque année le 30 août, en commémoration commune avec ses confrères patriarches de Constantinople Jean IV le Jeûneur (582-595) et Paul le Jeune (780-784).

## Source
- (en) Cet article est partiellement ou en totalité issu de l’article de Wikipédia en anglais intitulé « Alexander of Constantinople » (voir la liste des auteurs).